# 杰兰德·沃克之死
杰兰德·沃克之死是指2022年6月27日，25岁的黑人杰兰德·沃克 ( Jayland Walker ) 被阿克伦警察局警察殺死的事件，當天杰兰德·沃克被該警察局的警察追赶，結果警察向其連開90多槍，最終杰兰德·沃克被打死。 

## 事發經過
2022年6月27日早上，杰兰德·沃克因涉嫌交通違法而被警察攔住。据阿克伦警察局表示，沃克拒絕配合並开车离开現場。警方表示，在警方追捕杰兰德·沃克期间，杰兰德·沃克從車內開槍朝警方射擊，但杰兰德·沃克家屬聘請的律师Bobby DiCello並不相信警方的說法。 
後來戴着巴拉克拉法帽的杰兰德·沃克下车逃走，随后警察下車追趕並朝其連開90多槍。 警方認定是杰兰德·沃克的舉動令警方感到威脅，所以警察才會開槍。 最終沃克被警察戴上手铐，而此時沃克已死亡。 
沃克家屬聘請的律师表示，根據警用密錄器显示，警察在开枪时沃克手无寸铁。 法医在解剖其尸體時發現沃克身上有60多处枪伤。 
2022年7月3日，警方向外界公開了警用密錄器錄下的視頻。根據已公開的视频，警察的確朝杰兰德·沃克开了数十枪。阿克伦警察局局长斯蒂芬·迈利特表示这段视频“令人震惊”。 

## 反应
阿克伦官员表示，由于此次枪击事件，原定於美国独立日的庆祝活动将被取消。 
枪击事件发生当天，抗议者聚集在位於阿克伦市中心的警察局外表示不滿。美国全国有色人种协进会计划于7月2日前往阿克伦聲援示威。